# Меморіальна премія Саймона
Меморіальна премія Саймона (англ. Simon Memorial Prize) — міжнародна нагорода в галузі фізики низьких температур, яку присуджує Інститут фізики. Заснована в пам'ять Френсіса Саймона у 1957 році. Вручається раз на три роки, починаючи з 1959 року. З 2005 року вручається на Міжнародній конференції з низьких температур .

## Лауреати
- 1959 Heinz London
- 1961 Ліфшиць Ілля Михайлович
- 1963 Henry Edgar Hall і William Frank Vinen
- 1965 John Charles Wheatley
- 1968 Курт Мендельсон
- 1970 Вальтер Мейснер
- 1973 Капиця Петро Леонідович[4]
- 1976 Роберт Колман Річардсон,  Дуглас Ошеров,  Девід Лі
- 1981 Ентоні Легетт
- 1983 David Olaf Edwards
- 1986 Шарвін Юрій Васильович
- 1989 Richard A Webb
- +1992 Olivier Avenel і Eric Varoquaux
- 1995 Андрєєв Олександр Федорович
- 1998 George R Pickett і Anthony M Guénault
- 2001 Giorgio Frossati
- 2004 Воловик, Григорій Юхимович[5]
- 2008 Yasunobu Nakamura і Jaw-Shen Tsai
- 2011 Йорданський Сергій Вікторович і Копнін Микола Борисович[en]
- 2014 Peter Wölfle
- 2017 Louis Taillefer[fr]
- 2020 Jukka Pekola[fi]